# يوشي شيراتوري
يوشي شيراتوري (باليابانية: 白鳥 由栄) (31 يوليو 1907 - 24 فبراير 1979) مواطن ياباني من مواليد محافظة أوموري اكتسب شهرةً في الثقافة اليابانية بسبب هروبه المتكرر من عدّة سجون مختلفة في البلاد وصلت لأربع محاولات هروب ناجحة، وأصبح يوصف أحيانًا بالبطل المخالف للعُرف، أمضى في السجن ما مجموعه 26 عامًا، أما مجموع فترة هروبه فقد وصلت لثلاث سنوات، هنالك العديد من الحكايات التي تصف محاولات هروبه، بعضها قد يتضمن تفاصيل فولكلورية أكثر منها واقعية.

## خلفية
في فترة مبكرة من حياته، عمل شيراتوري في متجر للتوفو، ثم عمل لاحقًا كصياد سرطانات كانت تُصدّر لروسيا، تغيّرت وظيفته عدة مرات في فترات لاحقة وكان يجد القليل من النجاح في هذه الوظائف، ليتحول بعد ذلك للمقامرة والسرقة لكسب لقمة العيش.

## هروبه من السجن

### الهروب من سجن أوموري
سُجن شيراتوري في سجن أوموري عام 1936. وبعد أشهر من متابعته روتين مناوبات الحراس، نجح بالهروب من السجن بعدما تمكن من فتح قفل زنزانته وأبواب السجن الأخرى بواسطة سلك معدني كان ملفوفًا حول أحد الدلاء المخصصة للاستحمام، لكن يبدو أنه أصيب في رحلة الهروب، لتقبض عليه قوات الشرطة بعد ثلاثة أيام وهو يسرق بعض الحاجيات من إحدى المستشفيات، وليُحكم عليه بالسجن المؤبد بتهمة الهروب السجن والسرقة ويُرسل إلى سجن أكيتا عام 1942.

### الهروب من سجن أكيتا
في سجن أكيتا، كانت الجدران في زنزانته مرتفعة، نحاسية وملساء، وفي أعلى الزنزانة يوجد كوة صغيرة يدخل منها ضوء الشمس، يُقال أنه كان يتسلق هذه الجدران في كل ليلة ويقوم بخلخلتها شيئًا فشيئًا، وفي إحدى الليالي العاصفة، تسلق شيراتوري الجدار وفتح الكوة وخرج منها إلى السطح دون أن يسمع الحراس خطاه بسبب العاصفة، وخلال فترة هروبه قرر أن يذهب لمنزل أحد حرّاس السجن والذي يُدعى كوباياشي، كان أحد القلائل الذين أظهروا اللطافة والاحترام لشيراتوري أثناء إقامته في سجن أكيتا، ذلك ليطلب مساعدته في رفع قضية ضد الظلم في نظام السجون الياباني، ومع ذلك، وبينما كان شيراتوري في الحمام، استدعى الحارس الشرطة وقُبض على شيراتوري فورًا وأُعيد للسجن.

### الهروب من سجن أباشيري
نُقل شيراتوري إلى سجن أباشيري شمال هوكايدو، وفي هذه المرة جرى تقييده بنوع مخصوص من الأصفاد مصنوعة من الحديد ويستغرق فكها ما يقرب من ساعتين بواسطة شخص متخصص، ووضع في زنزانة خاصة تحوي فُتحة صغيرة فقط لإدخال الطعام من باب الزنزانة، وبوجود كل هذه التدابير، استعمل شيراتوري حيلة جديدة، وهي صبّ حساء الميسو على الأصفاد وعلى فُتحة الطعام بشكل متكرر مما تسبب في تآكلها، وهذا مكّنه في النهاية من كسرها. وفي 26 أغسطس 1944، استعان بمهارته في خلع مفاصل كتفيه والتي جعلته قادرًا على الخروج من فُتحة الطعام الضيقة والهروب من السجن، مستغلًا ظروف الحرب تلك الأيام والتي كانت تستلزم إطفاء الأنوار الخارجية للمنشئات قدر الإمكان حتى لا يستهدفها العدو. على كل حال لم تدم هذه الحرية طويلًا، فقد قُبض عليه مرة أخرى بعدما قتل مزارعًا هاجمه وهو يسرق طماطم من مزرعته.

### الهروب من سجن سابورو
نظرًا لعمليات الهروب المتكررة وجريمة قتل المزراع، أصدرت محكمة مقاطعة سابورو حكمها على شيراتوري بالإعدام ووضع في سجن المقاطعة، هناك في السجن، وضع في زنزانة صُنعت خصيصًا له، وهذه المرة كان الهروب مختلفًا، ففي العام 1946، استخدم وعاء حساء الميسو لحفر نفق أسفل الأرضية شاقًا طريقه خارج السجن، وكان ينقل ناتج الحفر من التربة لجيب أرضي صغير أسفل ألواح الزنزانة.

## السنوات الأخيرة
بعد عام من الحرية، يُقال أن شيراتوري التقى بضابط شرطة في إحدى الحدائق، يومها عرض الشرطي عليه سيجارة، وهذا اللطف من الشرطي دفع شيراتوري للاعتراف بأنه محكوم هارب وعرض على الضابط تسليمه، لتجري محاكمته مرة أخرى وتُصدر المحكمة العليا في سابورو حكمها بعدما أعادت النظر في قضيته، بأن وفاة المزارع كانت نتيجة تصرف شيراتوري دفاعًا عن النفس، وأُلغي حكم الإعدام الصادر بحقه، وحكمت عليه بدلًا من ذلك بالسجن لمدة 20 عامًا بسبب هروبه أربع مرات من السجن، كما جرت الموافقة على طلبه أن يُسجن في طوكيو، أمضى شيراتوري 14 عامًا من محكوميته في سجن فوتشو حتى العام 1961، حيث أُطلق سراحه لحسن السلوك.
لاحقًا عاد شيراتوري إلى أوموري ليجتمع مع ابنته؛ كانت زوجته قد ماتت بينما كان في السجن، وعاش بعدها عقدًا آخر من العمل في وظائف غريبة من أجل البقاء وتوفي بنوبة قلبية عام 1979 عن عمر يناهز 71 عامًا.